# Dipartimenti del Guatemala

Dipartimenti del Guatemala

I dipartimenti del Guatemala (in spagnolo: departamento) costituiscono la suddivisione territoriale di primo livello del Paese e sono pari a 22; ciascuno di essi si articola a sua volta in comuni.

## Profili istituzionali
Secondo la costituzione, il governo di un dipartimento viene affidato ad un governatore (gobernador) nominato dal Presidente della Repubblica. Il governatore gode delle stesse immunità di un Ministro, di cui deve avere analoghe capacità e qualità. È inoltre richiesto che il governatore sia stato domiciliato nel dipartimento per cui viene nominato nei cinque anni precedenti alla nomina. In ogni dipartimento viene nominato un Consiglio Dipartimentale (Consejo Departamental) che affianca il governatore e viene integrato dai sindaci di tutti i comuni e dai rappresentanti delle organizzazioni pubbliche e private.
Il governo guatemalteco ha a lungo sostenuto che il Belize costituisse, in tutto o in parte, un dipartimento del Guatemala; il Guatemala ha formalmente riconosciuto il Belize nel 1992, ma le dispute circa i confini tra le due nazioni sono perdurate.

## Lista
| Localizzazione | Bandiera | Dipartimento   | Capoluogo             | Popolazione (2002) | Superficie (km²) |
| -------------- | -------- | -------------- | --------------------- | ------------------ | ---------------- |
|                |          | Alta Verapaz   | Cobán                 | 776 246            | 8 686            |
|                |          | Baja Verapaz   | Salamá                | 215 915            | 3 124            |
|                |          | Chimaltenango  | Chimaltenango         | 446 133            | 1 979            |
|                |          | Chiquimula     | Chiquimula            | 302 485            | 2 376            |
|                |          | El Progreso    | Guastatoya            | 139 490            | 1 922            |
|                |          | Escuintla      | Escuintla             | 538 746            | 4 384            |
|                |          | Guatemala      | Città del Guatemala   | 2 541 581          | 2 253            |
|                |          | Huehuetenango  | Huehuetenango         | 846 544            | 7 403            |
|                |          | Izabal         | Puerto Barrios        | 314 306            | 9 038            |
|                |          | Jalapa         | Jalapa                | 242 926            | 2 063            |
|                |          | Jutiapa        | Jutiapa               | 389 085            | 3 219            |
|                |          | Petén          | Flores                | 366 735            | 35 854           |
|                |          | Quetzaltenango | Quetzaltenango        | 624 716            | 1 951            |
|                |          | Quiché         | Santa Cruz del Quiché | 655 510            | 8 378            |
|                |          | Retalhuleu     | Retalhuleu            | 241 411            | 1 856            |
|                |          | Sacatepéquez   | Antigua Guatemala     | 248 019            | 465              |
|                |          | San Marcos     | San Marcos            | 794 951            | 2 397            |
|                |          | Santa Rosa     | Cuilapa               | 301 370            | 2 295            |
|                |          | Sololá         | Sololá                | 307 661            | 1 061            |
|                |          | Suchitepéquez  | Mazatenango           | 403 945            | 2 510            |
|                |          | Totonicapán    | Totonicapán           | 339 254            | 1 061            |
|                |          | Zacapa         | Zacapa                | 200 167            | 2 690            |